# Sieurac
Sieurac – miejscowość i gmina we Francji, w regionie Oksytania, w departamencie Tarn.
Według danych na rok 1990 gminę zamieszkiwały 184 osoby, a gęstość zaludnienia wynosiła 21 osób/km² (wśród 3020 gmin regionu Midi-Pireneje Sieurac plasuje się na 879. miejscu pod względem liczby ludności, natomiast pod względem powierzchni na miejscu 1185.).